# Viva la Vida or Death and All His Friends
| 전문가 평가          | 전문가 평가 |
| 총 점수              | 총 점수     |
| 출처                 | 점수        |
| -------------------- | ----------- |
| 메타크리틱           | 72/100      |
| 평가 점수            |             |
| 출처                 | 점수        |
| AllMusic             | [ 2 ]       |
| The A.V. Club        | B+          |
| Entertainment Weekly | A−          |
| The Guardian         | [ 5 ]       |
| Los Angeles Times    | [ 6 ]       |
| NME                  | 8/10        |
| Pitchfork            | 6.9/10      |
| Q                    | [ 9 ]       |
| Rolling Stone        | [ 10 ]      |
| Spin                 | [ 11 ]      |

《Viva la Vida or Death and All His Friends》, 흔히 《Viva la Vida》로 불리는 이 음반은 영국의 록 밴드 콜드플레이의 네 번째 스튜디오 음반으로, 2008년 6월 12일, 영국에서 팔로폰에 의해 발매되었다. "Viva la vida"는 스페인어 문구로, 해석하면 "인생 만세(long live life)"라는 뜻이다. 가사 그대로 이 음반에는 사랑, 삶, 죽음, 전쟁에 대한 언급이 포함되어 있다.
음반 녹음 세션은 2006년 11월부터 2008년 4월까지 진행되었으며, 존 홉킨스, 릭 심슨, 마커스 드래브스, 브라이언 이노가 프로듀싱을 맡았다. 이 음반은 콜드플레이가 처음으로 이노가 프로듀싱한 음반이자, 오랜 콜드플레이 프로듀서인 켄 넬슨이 프로듀싱을 하지 않은 첫 번째 음반이기도 한다. 밴드는 새로운 스타일을 탐구해야 했다. 이노는 음반의 모든 곡이 다르게 들리도록 요구했기 때문이다. 음반의 확장으로 인해 발매일이 여러 차례 연기되었다. 《Viva la Vida》의 음반 커버는 1830년 외젠 들라크루아의 그림 《민중을 이끄는 자유의 여신》과 그 위에 굵은 글씨로 음반 제목이 적혀 있다.
《Viva la Vida》는 비평적으로나 상업적으로 큰 성공을 거두었다. 2008년 5월에는 수록곡 〈Violet Hill〉과 〈Viva la Vida〉의 프로모션으로 다섯 곡이 발매되었고, 2008년 11월에는 〈Lovers in Japan〉과 〈Lost!〉, 2009년 9월에는 〈Strawberry Swing〉이 발매되었다. 《Viva la Vida》는 미국과 영국에서 모두 1위를 차지한 밴드의 첫 번째 곡이 되었다. 2009년 그래미 어워드에서 베스트 록 앨범상을 수상했으며, 올해의 음반 후보에도 올랐다. 이 음반은 2008년의 베스트셀러 음반이었다. 2011년까지 이 음반은 전 세계적으로 천만 장 이상 판매되었다. 《Viva la Vida》는 2008년 11월 25일, 오리지널 음반과 또 다른 히트곡인 〈Life in Technicolor II〉가 수록된 《Prospekt's March》 EP를 포함한 디럭스 에디션으로 재발매되었다.

## 배경
2006년 10월, 베이시스트 가이 베리먼이 아이를 낳은 지 2주 후, 밴드가 5년 동안 활동을 중단한다는 보도가 돌았다. 갓난 아기와 당시 콜드플레이가 투어나 녹음 일정이 없다는 사실에 팬들은 밴드의 새 음반이 2010년이 되어서야 발매될지 궁금해했다. 이러한 보도를 일축하며 캐피틀 레코드의 대변인 앰브로시아 힐리는 MTV에 이메일 메시지를 보내 자체적으로 활동을 중단한 적이 없다고 밝혔다. 그러나 힐리는 콜드플레이가 실제로 "많은 사람들이 마땅히 받아야 할 휴식을 즐기고 있다"고 밝히며 밴드의 세 번째 스튜디오 음반인 《X&Y》의 후속 음반에 대한 일정이 없다고 밝혔다.
음반 작업은 2006년 11월에 시작되었지만, 2007년 초 Twisted Logic Tour의 라틴 아메리카 구간에서 중단되었다.

## 녹음

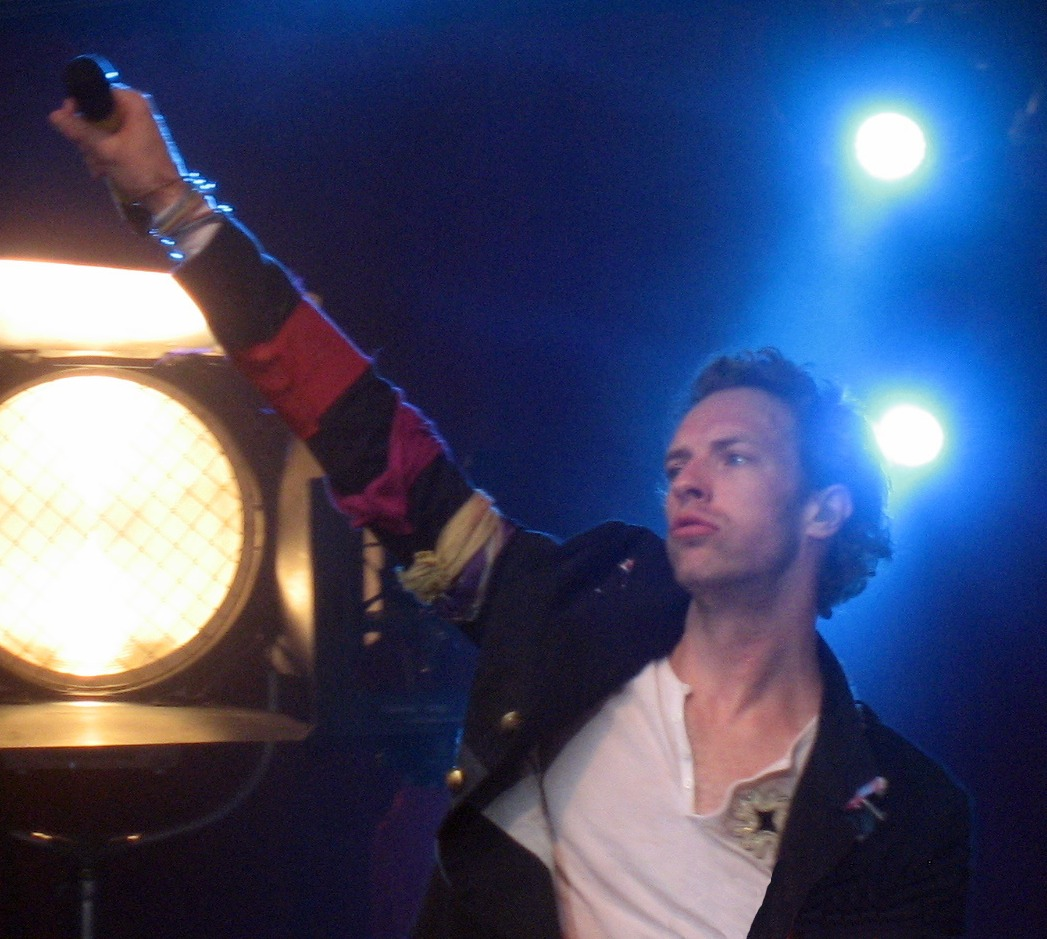
콜드플레이는 《Viva la Vida》 음반의 혁명적 주제를 반영하기 위해 Viva la Vida Tour 동안 프랑스 혁명 시대의 의상을 착용했다.

이 음반은 앰비언트 음악가이자 영국의 음반 프로듀서인 브라이언 이노가 프로듀싱을 맡았다. 콜드플레이는 Twisted Logic Tour를 마친 뒤 더 베이커리로 옮겨가 그곳에 녹음 스튜디오를 설립하였으며, 이 시기에 작성된 곡들은 이전보다 가사 면에서 훨씬 더 추상적이고 시각적인 표현이 두드러지며, 음악적으로는 덜 직선적이고 보다 간접적인 특징을 보인다. 또한 리드 보컬리스트 크리스 마틴은 기존의 트레이드마크였던 가성 창법에서 벗어나 보다 낮은 음역대의 보컬로 전환하고자 하였다. 이는 〈Yes〉에서 가장 두드러지게 나타나는데, 이 곡은 벨벳 언더그라운드에서 영감을 받은 곡으로, 마틴이 녹음한 곡 중 가장 낮은 보컬을 특징으로 한다. 이는 브라이언 이노가 제안한 것으로, 모든 곡마다 각기 다른 사운드를 가지게 하기 위함이었다. 밴드의 드러머 윌 챔피언은 MTV와의 인터뷰에서 "이번 음반에서 우리가 집중하려고 했던 주요한 것 중 하나는 보컬 정체성을 바꾸는 것이었습니다. 크리스는 매우 알아보기 쉬운 목소리를 가지고 있기 때문입니다."라고 말했다. 콜드플레이는 멕시코와 유럽의 스페인 , 특히 바르셀로나와 같은 스페인어를 사용하는 나라들에서 교회에서 녹음하면서 히스패닉적인 영향에 흥미를 가지게 되었다. 그러나 그 영향은 어떤 특정한 사운드에 있는 것이 아니라 곡 전체를 통틀어 느껴지는 일반적인 분위기에서 비롯된 것이라고 강조되었다. 밴드는 또한 공식 웹사이트에서 어쿠스틱 기타와 기본적인 녹음 장비를 교회에 가져가 특정한 사운드를 실험했다고 설명했다.
음반의 녹음 과정 내내 콜드플레이는 공식 웹사이트를 통해 팬들과 소통했다. 〈Famous Old Painters〉와 〈Glass of Water〉는 2007년 말에 작곡되었으며, 두 곡 모두 음반 수록을 고려했으나 프로듀서들의 반응이 좋지 않아 제외되었다. 다만 〈Glass of Water〉는 최종적으로 EP 《Prospekt's March》의 트랙 목록에 포함되었다. 음반 발매는 추가로 지연되었으나, 2007년 12월 게시물에서는 녹음 단계가 거의 마무리되었음을 암시했다. 그 글은 "Prospekt"라는 서명으로 끝났으며, 이것이 음반 제목이 될 것이라는 소문을 더욱 부추겼다. 밴드는 이후 〈Lovers in Japan〉과 〈Strawberry Swing〉이라는 두 곡을 추가로 완성했지만, 음반 제목이 "Prospekt"라는 추측은 부인했다. 마틴은 녹음 작업 도중 찰스 디킨스의 소설을 많이 읽었으며, 이것이 〈Violet Hill〉이나 〈Cemeteries of London〉과 같은 곡들에 등장하는 강렬한 시각적 이미지에 영향을 주었을 수 있다고 밝혔다.
〈Lovers in Japan/Reign of Love〉에 왜 추가 곡이 함께 수록되었는지에 대한 질문에, 베이시스트 가이 베리먼은 밴드가 총 10곡으로 음반을 간결하게 유지하고 싶었다고 설명했다. 드러머 챔피언은 이어서 "저희는 곡 제목 수는 줄이고, 그 안에 담긴 내용은 더 풍부하게 하고 싶었습니다. 전체적으로 봤을 때 이번 음반이 가장 많은 것을 담고 있지만, 길이는 가장 짧습니다. 저희는 여러분이 이 음반을 한 번에 끝까지 다 듣지 않을 수 없도록 만들고자 했습니다."라고 덧붙였다.
이탈리아의 바이올리니스트이자 작곡가인 다비드 로시는 콜드플레이와 협력하여 음반 전반에 걸쳐 그의 어쿠스틱과 일렉트릭 바이올린으로 스트링을 녹음했다. 일렉트릭 바이올린은 업라이트 베이스만큼 낮은 음까지 낼 수 있어, 이를 통해 전체 오케스트라의 느낌을 재현했다. 로시의 스트링은 〈Viva la Vida〉 (그의 스트링이 가장 많이 사용된 곡), 〈Violet Hill〉, 〈Life in Technicolor〉, 〈42〉, 〈Yes〉, 〈Strawberry Swing〉 등 여섯 곡에 등장한다. 로시와 함께 녹음한 일부 곡들은 음반에 포함되지 않았으나, 《Prospekt's March》 (2009년)에서 공개되었다.

## 구성 및 주제
《Viva la Vida》는 록 음반으로, 얼터너티브 록, 아트 록, 팝 록, 인디 팝, 아트 팝으로 더 구체적으로 묘사되어 드림 팝의 영향을 받았다. 음악적으로는 이전 음반들과 대조적이다. 타이틀곡은 오케스트라를 사용하며, 〈Lovers in Japan〉은 택 피아노를 특징으로 한다. 〈Lost!〉는 폴리리듬의 영향을 받은 반면, 〈Strawberry Swing〉은 아프로 팝 음악을 포함하고 있다. 마틴은 《Viva la Vida》를 콜드플레이의 새로운 방향으로 묘사하며, 이를 "삼부작"이라고 불렀다. 그는 이 음반이 자신의 목소리의 낮은 음역이 우선하도록 허용했기 때문에 가성이 적다고 말했다. 특히 〈Yes〉와 〈Death and All His Friends〉와 같은 트랙에서 두드러지게 나타난다.
음반에는 사랑, 전쟁, 혁명과 같은 다양한 주제가 포함되어 있다. 이전 음반들과 달리, 이 음반은 개인적인 문제를 덜 다루고 인류의 문제를 더 많이 다루는 보다 보편적인 접근 방식을 가지고 있다. 〈Life in Technicolor II〉 (최종 트랙 리스트에 오르지 못하고 《Prospekt's March》에서 발매됨)와 〈Death and All His Friends〉 같은 곡들은 전쟁과 정치에 대해 이야기하며, 〈Violet Hill〉은 밴드의 첫 번째 반전 항의 노래로 묘사되었다. 마틴은 〈Violet Hill〉의 가사가 폭스 뉴스에 대한 논평이라고 밝혔다. 더블 트랙 〈Lovers in Japan/Reign of Love〉와 〈Yes〉와 같은 다른 곡들은 사랑과 욕망에 관한 것이다.
혁명적인 주제는 음반과 홍보의 중요한 부분이기도 하다. 콜드플레이는 Viva la Vida Tour와 음반 싱글을 위해 제작된 비디오에서 맞춤형 프랑스 혁명 의상을 사용했다. 2010년 라틴 아메리카 TV 채널 《부메랑》과의 인터뷰에서 마틴은 빅토르 위고의 책 《레 미제라블》이 음반에 큰 영감을 주었다고 말했는데, 이는 예를 들어 〈Viva la Vida〉의 프랑스 혁명 테마에서 주목할 수 있다.
비틀즈의 작업은 타이틀곡의 오케스트레이션으로 시작하여 음반 전반에 걸쳐 영감을 준 것으로 보인다. 곡 〈Violet Hill〉은 왜곡된 기타 리프와 블루스한 언더톤으로 비틀즈의 음반 《Abbey Road》 (1969년)를 참조하며, 애비 로드 근처의 거리에서 이름을 따왔으며 비틀즈의 리듬을 차용한 것이다. 2009년 그래미 어워드에서 윌 챔피언은 올해의 노래상을 수상하면서 "먼저 페퍼 상사 의상을 노골적으로 재활용해 준 폴 매카트니 경에게 감사하고 죄송하다는 말씀을 드리고 싶다"라고 농담을 던졌다.

## 커버 아트

《Viva la Vida》는 외젠 들라크루아의 1830년 그림 《민중을 이끄는 자유의 여신》에서 작품을 가져왔다.

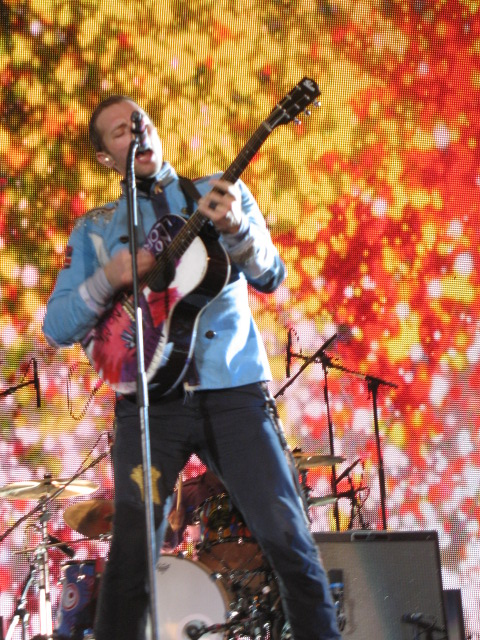
커버 아트를 제작하는 동안 제작된 일부 그림은 나중에 Viva la Vida Tour 화면에 사용되었다.

《Viva la Vida or Death and All His Friends》의 작품은 콜드플레이와 태핀 고프톤이 디자인했으며, 후자는 3년 전에 《X&Y》 커버를 디자인했다. 음반의 디자인 스타일은 완성하는 데 몇 달이 걸렸고, 처음에는 표현적인 타이포그래피의 대규모 스케치와 그림 세트에서 발전했다. 가사와 노래 제목은 오래된 지도, 책, 오래된 그림의 복사본, 신문 및 다양한 중고품에 걸쳐 대담하게 그려졌다. 마지막 작업은 사진으로 찍혔고 나중에 컴퓨터로 몇 가지 타이포그래피가 추가되었다.
음반과 《Prospekt's March》 EP에 수록된 거의 모든 트랙에는 하나 이상의 그래픽 이미지가 있다. 음반의 소책자에는 밴드가 그린 9개의 그림이 있다. 첫 번째는 흰색으로 칠해진 〈Glass of Water〉 가사의 일부가 포함된 브라질의 파란색 지도이다. 그러나 이 이미지는 나중에 재작업되어 〈Lost!〉 싱글 커버의 삽화로 사용되었다. 소책자의 두 번째 그림은 노래 〈42〉를 설명한다. 이미지는 노래 구성의 일부가 빨간색 배경으로 작성되었으며 중앙을 덮는 검은색 줄무늬로 구성되어 있다. 〈Cemeteries of London〉의 디자인에는 런던, 노래 제목 및 지저분한 보라색 배경이 포함되어 있다. 가사의 일부가 그 위에 사용된다. 〈Reign of Love〉의 시각적 디자인은 녹색 배경에 가사가 그려져 있다. 소책자 중앙에는 음반의 대부분 가사가 알아볼 수 없는 물체 속에 그려져 있다. 〈Yes〉의 삽화는 찢어진 하트와 노래의 한 줄인 "Lord lead me in tot temption"으로 구성되어 있다. 노래의 삽화 옆에 있는 그림에는 파란색 배경에 검은색으로 칠해진 〈Viva la Vida〉의 가사가 포함되어 있다. 〈Death and All His Friends〉의 삽화는 가위와 종이로 만들어졌다. 노래의 가사는 디자인에 나타난다. 소책자의 마지막 페이지는 노란색 배경에 빨간색과 녹색으로 칠해진 숫자 7의 간단한 로마 숫자이다. 일부 그림은 Viva la Vida Tour 중에 화면에 표시되거나 공연장 내부의 큰 풍선에 사용되었다.
음반에는 세 개의 커버가 있었다. 표준판의 앞면 커버는 외젠 들라크루아의 그림으로, 《민중을 이끄는 자유의 여신》라는 제목으로, 흰색 페인트 브러시를 사용하여 "VIVA LA VIDA"를 그려 커버를 약간 수정했다. 《Prospekt's March》 커버는 같은 단어를 다시 사용하지만, 더 크고 단단한 검은색 배경에 금색으로 칠해져 있다. 《Prospekt's March》 커버에는 또 다른 외젠 들라크루아 그림인 《푸아티에 전투》가 포함되어 있었으며, 《Prospekt's March》는 표준 음반 커버를 위해 《민중을 이끄는 자유의 여신》을 가로질러 그려진 것과 유사하게 그려졌다.  아시아 투어 에디션에 사용된 커버에는 흰색 배경에 빨간색과 검은색 줄무늬로 "VIVA"라는 단어가 그려져 있다. 이 그림은 한동안 공식 콜드플레이 웹사이트의 홈페이지로 사용되었으며, 밴드가 제작하고 드러머 윌 챔피언이 베이커리 벽에 그렸다.

## 발매 및 홍보
《롤링 스톤》과의 인터뷰에서 보컬리스트 크리스 마틴은 음반 발매일과 제목인 《Viva la Vida》를 발표했는데, 이는 영어로 "long live life(인생 만세)"를 의미하는 스페인어 문구이다. 이 음반의 이름은 20세기 멕시코의 저명한 예술가 프리다 칼로의 그림에서 따왔다. 커버 아트는 외젠 들라크루아의 1830년 작품으로 《민중을 이끄는 자유의 여신》이라는 제목을 가지고 있다. 2008년 4월 10일, 밴드 웹사이트에 트랙 목록과 발매일을 발표하는 새로운 저널이 등장했으며, 음반 발매 전에 발표될 새로운 트랙을 암시했다. 〈Violet Hill〉은 《Viva la Vida》의 첫 번째 싱글로 확정되었으며, 발매일은 5월 5일이었다. 2008년 5월, 콜드플레이는 〈Viva la Vida〉라는 곡으로 애플의 아이튠즈 광고에 등장했다.
2008년 8월, 콜드플레이는 《Viva la Vida》 녹음 세션의 미공개 자료로 구성된 EP 《Prospekt's March》를 발매할 것이라고 발표했다. 이 음반은 2008년 11월 25일에 《Viva la Vida – Prospekt's March Edition》이라는 제목의 디럭스 에디션으로 재발매되었다. 이 음반에는 오리지널 음반과 《Prospekt's March》의 트랙이 포함되어 있다.

## 곡 목록
모든 곡들은 특별한 언급이 없는 한 콜드플레이 (가이 베리먼, 조니 버클랜드, 윌 챔피언, 크리스 마틴)에 의해 작사/작곡하였다.
| #   | 제목                              | 작사·작곡             | 재생 시간 |
| --- | --------------------------------- | --------------------- | --------- |
| 1.  | 〈Life in Technicolor〉           | 콜드플레이, 존 홉킨스 | 2:29      |
| 2.  | 〈Cemeteries of London〉          |                       | 3:21      |
| 3.  | 〈Lost!〉                         |                       | 3:55      |
| 4.  | 〈42〉                            |                       | 3:57      |
| 5.  | 〈Lovers in Japan/Reign of Love〉 |                       | 6:51      |
| 6.  | 〈Yes〉                           |                       | 7:06      |
| 7.  | 〈Viva la Vida〉                  |                       | 4:01      |
| 8.  | 〈Violet Hill〉                   |                       | 3:42      |
| 9.  | 〈Strawberry Swing〉              |                       | 4:09      |
| 10. | 〈Death and All His Friends〉     | 콜드플레이, 홉킨스    | 6:18      |

## 인증
| 국가                                                                                         | 인증                      | 판매량/출하량 |
| -------------------------------------------------------------------------------------------- | ------------------------- | ------------- |
| 아르헨티나 (CAPIF)                                                                           | 2× 플래티넘               | 80,000^       |
| 오스트레일리아 (ARIA)                                                                        | 4× 플래티넘               | 280,000^      |
| 오스트리아 (IFPI 오스트리아)                                                                 | 2× 플래티넘               | 40,000*       |
| 벨기에 (BEA)                                                                                 | 3× 플래티넘               | 90,000*       |
| 캐나다 (뮤직 캐나다)                                                                         | 5× 플래티넘               | 400,000^      |
| 덴마크 (IFPI Danmark)                                                                        | 4× 플래티넘               | 80,000        |
| 핀란드 (Musiikkituottajat)                                                                   | 플래티넘                  | 21,991        |
| 프랑스 (SNEP)                                                                                | 다이아몬드                | 500,000*      |
| 독일 (BVMI)                                                                                  | 7× 골드                   | 700,000       |
| 그리스 (IFPI 그리스)                                                                         | 골드                      | 7,500^        |
| 아일랜드 (IRMA)                                                                              | 4× 플래티넘               | 60,000^       |
| 이탈리아 Sales in 2008                                                                       | —                         | 150,000       |
| 이탈리아 (FIMI) Sales since 2009                                                             | 2× 플래티넘               | 100,000*      |
| 일본 (RIAJ)                                                                                  | 플래티넘                  | 250,000^      |
| 멕시코 (AMPROFON)                                                                            | 골드                      | 40,000^       |
| 멕시코 (AMPROFON) Pre-loaded album                                                           | 2× 다이아몬드+4× 플래티넘 | 1,200,000^    |
| 네덜란드 (NVPI)                                                                              | 플래티넘                  | 60,000^       |
| 뉴질랜드 (RMNZ)                                                                              | 4× 플래티넘               | 60,000        |
| 노르웨이                                                                                     | —                         | 44,000        |
| 폴란드 (ZPAV)                                                                                | 플래티넘                  | 20,000*       |
| 포르투갈 (AFP)                                                                               | 2× 플래티넘               | 40,000^       |
| 스페인 (PROMUSICAE)                                                                          | 2× 플래티넘               | 160,000^      |
| 스웨덴 (GLF)                                                                                 | 플래티넘                  | 40,000^       |
| 스위스 (IFPI 스위스)                                                                         | 3× 플래티넘               | 90,000^       |
| 튀르키예                                                                                     | 골드                      | 0             |
| 영국 (BPI)                                                                                   | 5× 플래티넘               | 1,500,000     |
| 미국 (RIAA)                                                                                  | 2× 플래티넘               | 2,000,000^    |
| 요약                                                                                         |                           |               |
| 유럽 (IFPI)                                                                                  | 3× 플래티넘               | 3,000,000*    |
| *판매량을 기반으로 한 인증 · ^출하량을 기반으로 한 인증 · 판매량+스트리밍을 기반으로 한 인증 |                           |               |

## 발매 기록
| 국가                           | 발매일          | 레이블        | 형태 | 제품 번호                     |
| ------------------------------ | --------------- | ------------- | ---- | ----------------------------- |
| 일본                           | 2008년 6월 11일 | EMI 뮤직 재팬 | CD   | TOCP-66805 / 49880 068632 5 5 |
| 영국                           | 2008년 6월 12일 | 팔로폰        | CD   | 5 099921 211409               |
| 영국                           | 2008년 6월 12일 | 팔로폰        | LP   | -                             |
| 브라질                         | 2008년 6월 12일 | EMI           | CD   |                               |
| 유럽                           | 2008년 6월 13일 | 캐피털        | CD   |                               |
| 오스트레일리아, 뉴질랜드       | 2008년 6월 14일 | EMI           | CD   | 2169640                       |
| 전 세계 (언급하지 않은 국가들) | 2008년 6월 16일 | EMI           | CD   |                               |
| 캐나다                         | 2008년 6월 17일 | 캐피털        | CD   | 509992 26126 0 1              |
| 미국                           | 2008년 6월 17일 | 캐피털        | CD   | 50999 2 16886 0 7             |
| 미국                           | 2008년 6월 17일 | 캐피털        | LP   | 50999 2 16965 1 0             |